# Nanni Svampa
Nanni Svampa, all'anagrafe Giovanni Svampa (Milano, 28 febbraio 1938 – Varese, 26 agosto 2017), è stato un cantante, scrittore e attore italiano, fondatore del gruppo musicale e cabarettistico I Gufi.

## Biografia

### Infanzia
Il padre di Nanni Svampa, Napoleone detto Nino (1905-1973), era originario di Cannobio (VB), e lavorava a Milano come ragioniere presso l'impresa di costruzioni del suocero. Nanni Svampa nacque nel 1938 a Porta Venezia (per la precisione in via Ponchielli 5), uno degli antichi ingressi della Milano medievale ancora esistenti. Era zona popolare, abitata da operai e impiegati, che vivevano a continuo contatto nelle case di ringhiera, abitazioni che si affacciavano su un cortile comune e in comune dividevano anche la vita quotidiana.
Questa formazione popolana verrà rafforzata dallo scoppio del conflitto: tuttavia in casa Svampa si parlava solo italiano, per esplìcita volontà dei genitori di Nanni.
Trasferitosi come sfollato con la madre prima a Sangiano e poi a Porto Valtravaglia, in provincia di Varese, sulle sponde del Lago Maggiore, crebbe in un mondo ancora rurale e provinciale, che molto influirà sul suo futuro artistico.

### Studi, scoperte musicali e approdo alla recitazione
Dopo la maturità scientifica, Svampa, consigliato e convinto dal padre, si iscrisse all'Università Bocconi e si laureò in Economia e commercio. L'esperienza maturata nella ricerca di un primo impiego, confacente alle volontà paterne, gli ispirò la canzone Io vado in banca (portata poi al successo nella cabarettìstica interpretazione de I Gufi).
Durante il periodo universitario, nel 1959, si avvicinò al mondo musicale, fondando e partecipando come voce e chitarra nel complesso: I soliti Idioti. La natura goliardica delle prime avventure sul palco subì un arresto nel 1960, quando Svampa iniziò ad ascoltare e ad apprezzare le interpretazioni di Georges Brassens.
Nel 1961, arruolato nel servizio di leva, con il tempo a disposizione, iniziò a tradurre Brassens, dal francese al dialetto milanese.
Questo esercizio continuo di apprendimento delle espressioni dialettali, lo avvicinerà molto alle canzoni popolari e alle tradizioni musicali lombarde.
Svampa, oltre ad essere musicista, fu attore comprimario o protagonista, sia cinematografico sia televisivo.

### L'attività solistica
Dopo lo scioglimento dei Gufi, Nanni Svampa continuò la collaborazione con Patruno, incentrando la sua attività negli spettacoli teatrali, quali Addio Tabarin e Un giorno dopo l'altro, e soprattutto nella creazione di un'antologia delle canzoni popolari milanesi.
Suddivisa in dodici volumi, Milanese - Antologia della canzone lombarda, rappresenta una delle maggiori collezioni di studio e ricerca sulla storia musicale e dialettale della città.
Parallelamente non cessò il suo interesse verso Brassens, delle cui canzoni continuerà a curare le traduzioni, sia in italiano sia in milanese.

### Decesso
Malato da tempo, Svampa morì a Varese il 26 agosto 2017, all'età di 79 anni.

## Riconoscimenti
Dopo la morte il Comune di Milano ha deciso di iscrivere il suo nome nel Pantheon di Milano, all'interno del Cimitero Monumentale.

## Filmografia

Nanni Svampa in Homo Eroticus

- Il mulino del Po, regia di Sandro Bolchi – miniserie TV (1971)
- Homo Eroticus, regia di Marco Vicario (1971)
- Dimmi che fai tutto per me, regia di Pasquale Festa Campanile (1976)
- Il cappotto di Astrakan, regia di Marco Vicario (1979)
- Storia d'amore e d'amicizia – miniserie TV, anche compositore (1982)
- Verdi – miniserie TV (1982)
- Un povero ricco, regia di Pasquale Festa Campanile (1983)
- Melodramma – miniserie TV (1984)
- Voglia di cantare – miniserie TV (1985)
- Quei trentasei gradini – miniserie TV (1985)
- Onora il padre – film TV (1986)
- Kamikazen - Ultima notte a Milano, regia di Gabriele Salvatores (1988)
- Sapore di gloria – serie TV (1988)
- Quando ancora non c'erano i Beatles, regia di Marcello Aliprandi – miniserie TV (1988)
- Il giudice istruttore – serie TV, 1 episodio (1990)

## Discografia
La discografia di Svampa è molto vasta, suddivisa tra opere individuali o corali, nel complesso de I Gufi:

### Produzioni individuali
- 1965 - Nanni Svampa canta Brassens
- 1966 - Nanni Svampa (Durium, ms A 77144)
  - Milano tua (Durium, ms A 77147)
- 1967 - Nanni Svampa canta Brassens volume 2°
- 1969 - Perché? (Durium, ms A 77225)
- 1970 - Milanese - Antologia della canzone lombarda. Antiche ballate e storie d'amore
  - Milanese - Antologia della canzone lombarda. Il Risorgimento, i mestieri e l'officina
  - Milanese - Antologia della canzone lombarda. La mala e l'osteria
  - Milanese - Antologia della canzone lombarda. Le canzoni della "Madonnina"
- 1971 - Nanni Svampa canta Brassens volume terzo
- 1972 - Nanni Svampa in italiano (2 LP)
- 1973 - Milanese - Antologia della canzone lombarda. Antiche ballate del contado
  - Milanese - Antologia della canzone lombarda. W l'osteria
  - Milanese - Antologia della canzone lombarda. La nuova canzone milanese
  - Milanese - Antologia della canzone lombarda. Il cabaret
- 1975 - Menestrello. Brassens cantato in italiano
- 1977 - Cabaret italiano
  - Cantabrassens
  - Milanese - Antologia della canzone lombarda. Lee la va de sora
  - Milanese - Antologia della canzone lombarda. I donn a lavorà e num a soldà
  - Milanese - Antologia della canzone lombarda. Al dì d'incoeu
  - Milanese - Antologia della canzone lombarda. Cà de ringhera e veggia osteria
  - Cantamilano.
  - All'osteria con Nanni Svampa
- 1980 - Riflusso Riflesso
- 1982 - Le canzoni milanesi del buonumore
- 1983 - W Brassens - dal vivo (2 LP)
- 1991 - Concerto per Milano - Le più belle canzoni milanesi dall'800 ai nostri giorni
  - I canzón dell'osteria vol. 1 e vol. 2
  - Barzellètt, storièll e strofètt vol. 1 e vol. 2
- 1997 - Cabaret all'Italiana – 10 personaggi per una serata diversa
- 2003 - La mia morosa cara (2 CD)
- 2004 - Donne, gorilla, fantasmi e lillà - Omaggio italiano a G. Brassens
- 2005 - Cabaret concerto live - Una serata con Nanni Svampa
- 2007 - Ma mi (2 CD)

### Produzioni con Lino Patruno e altri artisti
- 30 aprile 1971
  - Recital di Nanni Svampa, Lino Patruno e Franca Mazzola (Durium, ms AI 77270; con Lino Patruno e Franca Mazzola)
- 1974
  - Pellegrin che vai a Roma (Durium, ms AI 77357; con Lino Patruno e Ria De Simone)

## Discografia con i Gufi

### 33 giri
- 11 febbraio 1965 - Milano canta (Columbia, QPX 8075; ristampato come CPSQ 517)
- 20 settembre 1965 - Il cabaret dei Gufi (Columbia, QPX 8088; ristampato come SPSQ 519)
- 17 dicembre 1965 - I Gufi cantano due secoli di Resistenza (Columbia, QPX 8093; ristampato come CPSQ 520)
- 3 gennaio 1966 - Il teatrino dei Gufi (Columbia, QPX 8094; ristampato come CPSQ 521)
- 1966 - I Gufi (Combo Record, LP 20070)
- 1966 - Milano canta n° 2 (Columbia, QPX 8100; ristampato come CPSQ 518)
- 10 novembre 1966 - Il teatrino dei Gufi n°. 2 (Columbia, CPSQ 522)
- 1967 - Il cabaret dei Gufi n. 2 (Columbia, CPSQ 532)
- 1967 - Il teatrino dei Gufi in TV (Columbia, CPSQ 533)
- Dicembre 1967 - Non so non ho visto se c'ero dormivo (Columbia, CPSQ 535)
- 23 gennaio 1968 - Milano canta n°. 3 (Columbia, CPSQ 536)
- 1968 - Il cabaret dei Gufi, vol. 3 (Columbia, CPSQ 541)
- 1969 - Non spingete, scappiamo anche noi (Columbia, CPSQ 544)
- 1971 - La Balilla - raccolta
- 1971 - I Gufi cantano il loro meglio - raccolta
- 1981 - I Gufi (CBS, 85508)
- 1997 - Il cabaret dei Gufi vol. 1 e Il cabaret dei Gufi vol. 2 (due raccolte, da non confondere con gli omonimi album originali del 1965 e 1967)

### 45 giri
- 1965 - La balilla/Porta Romana (Columbia, SCMQ 1848)
- 1965 - Il gatto con gli stivali (favola per bambini) parte prima/Il gatto con gli stivali (favola per bambini) parte seconda (Columbia, SEMQ 282)
- 18 giugno 1965 - Orango tango/Il gattone deluso (Combo Record, 7004)
- 20 settembre 1965 - Il cimitero è meraviglioso/Si può morire (Columbia, SCMQ 1878)
- 1965 - E mi la dona biunda/L'è tri di ch'el piov el fioca (Columbia, SCMQ 1885)
- 1965 - La circunvallazion/A l'era saber sera (Columbia, SCMQ 1886)
- 1965 - Piazza fratelli Bandiera/Ghe ammo un qualvun (Columbia, SCMQ 1887)
- 1965 - Il neonato/Va Longobardo (Columbia, SCMQ 1888)
- 5 gennaio 1966 - Il Mario mama/Ho preso un granchio (Combo Record, 7005)
- 1966 - Il bassotto/Il mio caro canguro (Columbia, SCMQ 1899)
- 1966 - Io vado in banca/La ballata dei Gufi (Columbia, SCMQ 1900)
- 1967 - Parlerà o non parlerà/Ferriera (Columbia, SCMQ 7042)
- 8 maggio 1967 - La balilla n° 2/Porta Romana n° 2 (Columbia, SCMQ 7052)
- 1967 - Giochi d'estate/Evviva il mondo beat (Columbia, SCMQ 7060)
- 26 settembre 1967 - Soldati a me/Non maledire questo nostro tempo (Columbia, SCMQ 7070)
- 2 gennaio 1969 - La sbornia/Un semaforo bianco e blu (Columbia, SCMQ 7128)
- 1981 - Pazzesco/Sudameritalia (CBS, 9566)
- 1986 - Grande fiera d'aprile/La festa (Discofiera di Milano, F.Mil 01.86)

### CD
- 2004 - Gufologia (5 CD: ristampa integrale dei primi undici album)

## Libri
- 1977 - La mia morosa cara, De Carlo
- 1979 - Canzoni e risate, Lato Side
- 1983 - Giobbian - Riti invernali del mondo contadino lombardo, con fotografie di Amedeo Vergani, Electa
- 1983 - W Brassens, Gammalibri
- 1991 - Brassens. Tutte le canzoni tradotte con Mario Mascioli, Franco Muzzio Editore
- 2001 - W Brassens (riedizione), Lampi di stampa
- 2001 - La mia morosa cara (ed. ampliata), Lampi di stampa
- 2002 - Scherzi della memoria, Ponte alle Grazie
- 2005 - Bisogna saperle raccontare, Ponte alle Grazie
- 2005 - Boff de Canoeubina - Poesie in dialetto cannobiese di Nino Svampa - Edizione curata dalla Libreria Margaroli

## Video
- 2009 - Nanni 70 - I miei peggiori 70 anni – documentario di Simone Del Vecchio, 52", Prod. LaBiografika-Recording Arts